# Jan Szczepanik
Jan Szczepanik (Rudniki, 13 aprile 1872 – Tarnów, 18 aprile 1926) è stato un inventore polacco.
Szczepanik detenne diverse centinaia di brevetti e fece oltre 50 scoperte, molte delle quali ancora in uso oggi, in particolare nell'industria cinematografica, nella fotografia e nella televisione.
Alcune delle sue idee influenzarono lo sviluppo della televisione, come il telettroscopio (un apparecchio per la tele-riproduzione di immagini e suoni usando l'elettricità) o il telegrafo senza fili, che influenzò grandemente lo sviluppo delle telecomunicazioni.
Szczepanik ricevette onorificenze da diverse corti reali. Il sovrano spagnolo Alfonso XIII gli conferì un ordine per aver creato un tessuto a prova di proiettile, mentre l'imperatore Francesco Giuseppe d'Austria lo esentò dal servizio militare e, affascinato da un fotoscultore (apparecchio per copiare le sculture), lo omaggiò con un paio di pistole.
Prima della I guerra mondiale, Szczepanik compì degli esperimenti con la fotografia e la proiezione di immagini, oltre che con pellicole a colori di piccolo formato. Egli ottenne brevetti per un nuovo metodo di tessitura, un sistema per ottenere raster fotografici a tre colori, e per un equipaggiamento per la registrazione e riproduzione del suono.
Seguendo le idee dello scopritore, la Agfa produsse la sua carta Agfacolor; vennero prodotte anche le prime pellicole a colori, che proiettavano 24 fotogrammi al secondo. Le scoperte più importanti di Szczepanik comprendono anche il colorimetro, un fucile elettrico, e un metodo per la tessitura di un'immagine a colori, assieme all'automazione della loro produzione.
Szczepanik lavorò inoltre su un aereo ad ali mobili, un elicottero a doppio rotore, un dirigibile ed un sottomarino.